# Unabhängiges Landeszentrum für Datenschutz Schleswig-Holstein
Das Unabhängige Landeszentrum für Datenschutz (ULD) ist eine Behörde des Landes Schleswig-Holstein mit Sitz in Kiel. Es ist die Aufsichtsbehörde für den Datenschutz im öffentlichen und nichtöffentlichen Bereich des Landes und berät Bürgerinnen und Bürger sowie datenverarbeitende Stellen in Fragen des Datenschutzes und der Datensicherheit. Es nimmt zudem Beratungsfunktionen im Bereich der Informationsfreiheit wahr. Zusätzlich zu seinen Aufgaben als Aufsichtsbehörde ist das ULD an drittmittelgeförderten deutschen und europäischen Projekten beteiligt.

## Leitung
Die Leitung des ULD wird durch die Landesbeauftragte oder den Landesbeauftragten für Datenschutz ausgeübt, die oder der auf Vorschlag der Fraktionen vom Landtag gewählt wird. Die Wahl findet ohne Aussprache statt. Die Amtszeit beträgt sechs Jahre. Eine einmalige Wiederwahl ist zulässig. Geregelt ist dies im Gesetz zur Errichtung eines Unabhängigen Landeszentrums für Datenschutz (Errichtungsgesetz ULD).
Von 2000 bis 2004 wurde das ULD von Helmut Bäumler geleitet. 
Vom 1. September 2004 bis 15. Juli 2015 hatte der Jurist Thilo Weichert die Leitung inne. Im Juni 2014 wurde das Landesdatenschutzgesetz des Landes Schleswig-Holstein dahingehend geändert, dass die Beschränkung der möglichen Amtsperioden aus dem Landesdatenschutzgesetz gestrichen wurde. Zusammen mit den Gesetzesänderungen im Zuge der Umsetzung der Datenschutz-Grundverordnung 2018 wurde die Beschränkung später wieder eingeführt. 
Die Wiederwahl des Amtsinhabers Thilo Weichert scheiterte im Jahr 2014. Initiiert von der Landtagsfraktion der Piraten drängten die Oppositionsparteien daraufhin auf eine Ausschreibung des Amtes. 2015 fand zum ersten Mal eine öffentliche Ausschreibung der oder des Landesbeauftragten statt. Die Landtagsfraktionen der CDU und FDP kündigten zunächst an, die Juristin Kirsten Bock bei der Wahl zu unterstützen, sollte sie von den Regierungsfraktionen vorgeschlagen werden.
Nachdem mehrere Bewerbungen eingegangen waren und Auswahlgespräche stattgefunden hatten, schlug die Regierungskoalition aus SPD, Grünen und SSW  gemeinsam mit den Piraten die Informatikerin Marit Hansen zur Wahl vor. Auch die Opposition schwenkte um und sagte ihr die Unterstützung zu. Hansen wurde daraufhin am 15. Juli 2015 zur Landesbeauftragten für Datenschutz Schleswig-Holstein gewählt und nimmt dieses Amt seit dem 16. Juli 2015 wahr. Zuvor war sie stellvertretende Landesbeauftragte und Referatsleiterin im ULD gewesen. Zu ihrer Stellvertreterin bestellte Hansen die Juristin Barbara Körffer.
Am 18. Juni 2020 wurde Hansen vom Landtag Schleswig-Holstein einstimmig wiedergewählt, konnte jedoch zunächst nicht vom Ministerpräsidenten ernannt werden, da ein anderer Interessent für das Amt einen entsprechenden Eilantrag beim Verwaltungsgericht Schleswig eingereicht hatte. Mit Beschluss vom 19. August 2020 lehnte das Gericht den Antrag ab. Hansen wurde daraufhin am 28. September 2020 für sechs Jahre erneut zur Landesbeauftragten ernannt.

## Organisation
Das Unabhängige Landeszentrum für Datenschutz wurde im Jahr 2000 als rechtsfähige Anstalt des öffentlichen Rechts errichtet. Der Vorstand besteht aus der Leiterin oder dem Leiter der Anstalt, d. h. der/dem Landesbeauftragten für Datenschutz Schleswig-Holstein.
Die Behörde beschäftigt knapp 40 Mitarbeiter und ist in 7 Referate untergliedert:
- Referat 1
  - Datenschutz im Landtag
  - Personalverwaltung, Haushalt, Beschaffung von Ausstattungsgegenständen und Geräten, Allg. Verwaltungsangelegenheiten der Dienststelle, Allg. Fortbildung, Reisekostenabrechnungen
  - Öffentlichkeitsarbeit, Vorbereitung und Abwicklung der Sitzungen der Konferenz der Datenschutzbeauftragten
  - Registratur, Sekretariat

- Referat 2
  - Datenverarbeitung im öffentlichen Bereich
  - Datenschutzfragen des [E-Government]
  - Medizin- und Gesundheitsdatenschutz

- Referat 3
  - Grundsatzfragen des Systemdatenschutzes und der Ordnungsmäßigkeit der automatisierten Datenverarbeitung
  - Prüfung von IuK-Verfahren
  - Beratung zum technischen Datenschutz und zur Dokumentation von Verfahren
  - Analyse und Bewertung von Konzepten und Techniken zu „Data protection by design“ und „Data protection by default“
  - IT-Einsatz der Dienststelle, Systembetreuung
  - Betreuung des Virtuellen Datenschutzbüros

- Referat 4
  - Datenschutz im nichtöffentlichen Bereich
  - Datenschutz bei Tele- und Mediendiensten, Recht der Neuen Medien
  - Internationales Datenschutzrecht
  - Anwendung des Informationszugangsgesetzes

- Referat 5
  - Datenschutz im Polizei-, Justiz- und Verfassungsschutzbereich
  - Videoüberwachung
  - Referendarausbildung

- Referat 6
  - Datenschutz durch Privacy Enhancing Technologies (PETs)
  - Projektmanagement und Mitarbeit in Projekten

- Referat 7
  - Grundsatzfragen der Anerkennung von Gutachtern und des Gütesiegel-Verfahrens, Grundsatzfragen Auditverfahren, Durchführung der Verfahren zur Akkreditierung von Gutachtern, Koordination und juristische Begleitung der Gütesiegelverfahren
  - Durchführung von Gütesiegel-Verfahren für IT-Produkte
  - Betreuung von Audit-Verfahren
  - Auditierung nach ISO 27001 auf der Basis von IT-Grundschutz

## Aufgaben
Das ULD überwacht die Einhaltung der datenschutzrechtlichen Vorgaben durch Unternehmen mit Sitz in Schleswig-Holstein sowie der Verwaltung, Gemeinden und öffentlichen Einrichtungen des Landes. Es gab bis 2011 jährlich, von 2013 bis 2018 alle zwei Jahre, seitdem wieder jährlich einen Tätigkeitsbericht heraus. Es kontrolliert vor Ort die Datenverarbeitung durch Unternehmen, begleitet Fachverfahren der Verwaltung und beteiligt sich an gemeinsamen Prüfungen mit Datenschutzaufsichtsbehörden anderer Bundesländer.

## Projekte
Das ULD beteiligt sich an Projekten, die den Datenschutz verbessern sollen. Bis 2016 hat das ULD Fördermittel in Höhe von 10 Mio. Euro eingeworben.
Aus der Projektarbeit heraus hat sich das ULD an der Erarbeitung datenschutzrechtlich relevanter Standards im Rahmen der ISO und dem W3C beteiligt.
Das Anonymisierungsprojekt JAP wurde unter der Bezeichnung AN.ON – Anonymität Online vom ULD begleitet.
Im Virtuellen Datenschutzbüro, einer Informationsplattform der Datenschutzbeauftragten von Bund, Ländern, Kirchen, Rundfunkanstalten und von staatlichen Datenschützern verschiedener Länder, werden Informationen zu Datenschutztechnik und Datenschutzrecht bereitgestellt und das Informationsportal auf der Webseite datenschutz.de betreut.
Als erstes deutsches Bundesland gab Schleswig-Holstein durch das ULD für Informationstechnologie ein Gütesiegel für Datenschutz heraus. Behörden konnten sich außerdem einem Datenschutzaudit unterziehen. Ab dem 25. Mai 2018 konnten aufgrund der veränderten Rechtslage beide Zertifizierungen nicht mehr angeboten werden.
Das Europäische Datenschutz-Gütesiegel, EuroPriSe (European Privacy Seal), wurde von Juni 2007 bis 2009 als EU-gefördertes Projekt und ab 2009 im Regelbetrieb betrieben und vom Europäischen Parlament als Vorbild für ein europäisches Datenschutz-Gütesiegel vorgeschlagen. 2013 wurde das EuroPriSe-Gütesiegel auf die EuroPriSe GmbH übertragen.

## Verdächtigung, Durchsuchung, Verfahren, Prozesse
Am 4. Dezember 2015 erfolgte eine Hausdurchsuchung durch das Landeskriminalamt Schleswig-Holstein und die Staatsanwaltschaft Kiel. Ein ehemaliger Mitarbeiter hatte nach seiner Entlassung in der Probezeit aus dem ULD eine Strafanzeige bei der Staatsanwaltschaft eingereicht, die daraufhin Ermittlungen wegen des Verdachts auf Betrug bei der Abrechnung von Fördermitteln einleitete. Im Zentrum der Ermittlungen stand die aktuelle Leiterin Marit Hansen. Das ULD bestritt die Vorwürfe von Beginn an.
Am 25. Juni 2019 stellte die Staatsanwaltschaft Kiel die Ermittlungen ein. Am 5. November 2019 entschied das Amtsgericht Kiel, dass die Durchsuchung in der Behörde nicht verhältnismäßig war. Hansen verklagte das Land Schleswig-Holstein auf Wiedergutmachung. Die mündliche Verhandlung vor dem Oberlandesgericht Schleswig hierzu fand am 12. Juni 2020 statt, in der die Richter die Staatsanwaltschaft Kiel deutlich kritisierten. Das Urteil wurde am 26. Juni 2020 verkündet. Das OLG führt darin aus: 
„Aus dem Kontext der Verfügung vom 30. April 2019 ergibt sich nämlich, dass auch die Staatsanwaltschaft zu diesem Zeitpunkt erkannt hatte, dass wesentliche Tatvorwürfe, die der Strafanzeige zugrunde lagen, zum Teil widerlegt waren, im Übrigen nur nach Fortführung aufwendiger Ermittlungen ein Tatnachweis überhaupt denkbar sein würde und angesichts der Verfahrensdauer sich die Frage nach einer noch realistischen Straferwartung stellen musste. 
Maßgeblich für die Einstellung war bei einer Gesamtschau der staatsanwaltschaftlichen Erwägungen somit, dass die Ermittlungen im Wesentlichen die Klägerin als Beschuldigte entlastet hatten oder nach geraumer Zeit immer noch ergebnislos geblieben waren […].“ (Rn. 84 f.)
Das angeblich geschädigte Bundesministerium für Bildung und Forschung konnte auch nach umfangreicher Prüfung keine Fehler feststellen. Dies hatte das Ministerium der Staatsanwaltschaft Kiel auch mitgeteilt, was diese jedoch nicht in die Akten aufgenommen hatte.
Gegen den ehemaligen Mitarbeiter, der sie bei der Staatsanwaltschaft denunziert hatte, stellte Hansen Strafanzeige wegen falscher Verdächtigung. Die gleiche Person versuchte 2020, die erneute Ernennung Hansens nach ihrer Wiederwahl gerichtlich zu verhindern. Im September 2021 wurde ein Strafbefehl mit einer Geldstrafe gegen den ehemaligen Mitarbeiter rechtskräftig.